# 檀島咖啡餅店
檀島咖啡餅店（Honolulu Coffee Shop），常被稱為檀島茶餐廳，於1940年代開業。其第一間分店位於香港島灣仔駱克道，於1990年代搬到軒尼詩道現址。此外，檀島咖啡餅店在1990年代起於中環士丹利街，以及將軍澳連理街均有開設分店。中環分店於2017年3月結業。
檀島咖啡餅店以酥皮蛋撻最為著名。其門前對聯以其馳名之咖啡蛋撻作題：「檀香未及咖啡香，島國今成蛋撻國」。據稱該店的蛋撻有192層酥皮，比普通的100層多，特別鬆化香酥。

## 分店
香港地區
- 灣仔軒尼詩道176-178號地下及閣樓
- 將軍澳培成路18號海悅豪園地下3-5號舖
- 佐敦彌敦道380號香港逸東酒店地庫美食廣場（已結業）
- 中環士丹利街33號地下（已結業）
- 鴨脷洲利東邨商場二期地下206-210號舖（已結業）
- 旺角洗衣街135號（已結業）
- 將軍澳培成路15號連理街1樓134-135號舖（已結業）
- 將軍澳重華路8號東港城2樓（已結業）
- 青衣青敬路33號青衣城1樓119號舖（已結業）

 臺灣地區
- 台北市
  - 新光三越台北信義新天地 A11館B1
  - 新光三越台北南西一館B1
- 台中市
  - 新光三越台中中港店B1

## 食品
- 酥皮蛋撻
- 菠蘿油
- 鴛鴦
- 咖啡
- 奶茶

## 營業時間
香港地區
- 06:30－21:00

 臺灣地區
- 台北市信義店
  - 11:30－14:30
  - 17:00－21:00（20:30 為最後點餐時間），中間有午休時間。